# Arciprete

Lo stemma di arciprete oggi utilizzato dai detentori del titolo di Arciprete di una basilica

Stemma base per un Arciprete-Vicario Generale, ma anche in uso da parte di alcuni Arcipreti

Arciprete (dal tardo latino archipresbyter e dal greco ἀρχιπρεσβύτερος, "anziano capo" o "capo degli anziani") è un titolo che può essere conferito a un presbitero o a un prelato della Chiesa cattolica.

## Descrizione
Nella Chiesa cattolica il titolo di arciprete compete:
- al parroco di una parrocchia che ha il titolo di arcipretura;
- a un presbitero nominato arciprete ad personam, cioè indipendentemente dal carattere arcipretale della parrocchia di cui è titolare;
- in alcune diocesi, al vicario foraneo, che è il presbitero che ha autorità effettiva all'interno di una forania, cioè una circoscrizione in cui è diviso il territorio diocesano;
- in alcune diocesi, al parroco di una basilica minore o di una chiesa matrice;
- in alcuni capitoli di canonici, al decano o ad altra dignità;
- nella diocesi di Roma al vescovo o cardinale che regge una delle quattro basiliche maggiori.

Il parroco soggetto a questa nomina (che sia onoraria o derivante dall’antichità o dall’importanza della parrocchia di cui é titolare) non presenta oggi differenze nel trattamento rispetto agli altri parroci; il titolo formale di un arciprete parroco è infatti "molto reverendo". Talvolta, vi sono peculiarità nell’abbigliamento liturgico, per esempio il rocchetto che può presentare una foderatura rossa all’interno delle maniche, e soprattutto per la mozzetta che è di colore paonazzo da indossare al di sopra dell’abito corale con la cotta od il rocchetto bianchi.

## Storia
Proprio come fra i diaconi della chiesa del vescovo, ove uno di loro faceva le funzioni di assistente e rappresentante del vescovo e, come arcidiacono, acquisiva una sua giurisdizione, così fin dal IV secolo, troviamo in numerose diocesi un arciprete a capo del collegio dei presbiteri, che aiutava e rappresentava il vescovo nell'espletamento dei suoi doveri liturgici e religiosi. Di regola, specialmente a Roma, luogo in cui l'usanza ebbe origine, veniva investito di questo ruolo il più anziano dei presbiteri; nella Chiesa di Grecia invece la sua nomina rientrava tra i privilegi del vescovo.
In virtù del diciassettesimo canone del quarto sinodo di Cartagine, l'arciprete fu associato al vescovo come suo rappresentante nella cura dei poveri. Dopo la cristianizzazione completa delle genti romane e germaniche (che si può far coincidere all'incirca con i secoli IV-VIII), in occidente si diffuse un altro tipo di arciprete: i bisogni spirituali delle comunità rurali si accrebbero infatti così velocemente che il clero cittadino non riuscì più a soddisfarle. Di conseguenza, nei maggiori centri rurali, iniziarono a sorgere chiese dotate del loro clero e delle proprie fonti di sostentamento. Gli abitanti dei piccoli villaggi vicini e dei feudi a bassa densità di abitanti, fin dall'inizio, dipesero da questi centri più grandi, o "chiese madri" (ecclesia rusticana, diocesana, parrocchia), per ricevere i sacramenti e partecipare alla messa. La parrocchia nella sua globalità era nota come christianitas o plebe.
L'arciprete era il più elevato in grado tra i preti legati a tali chiese madri. Era il responsabile del clero locale e dell'adorazione divina e soprintendeva ai doveri del ministero ecclesiastico. Tuttavia, era soggetto all'arcidiacono; un certo numero di queste grandi comunità rurali o parrocchie costituivano un arcidiaconato. Le cappelle private, che si andavano gradualmente moltiplicando sui possedimenti dei latifondisti e a cui erano legati alcuni presbiteri, non erano esenti dalla giurisdizione dell'arciprete. Tutti i parrocchiani erano obbligati a presenziare alla Messa domenicale che si teneva nella chiesa madre (ecclesia baptismalis, titulus major). Tutti i battesimi e i funerali venivano celebrati in questa chiesa. Nelle chiese periferiche del territorio (tituli minores) si potevano celebrare solo le Messe giornaliere, le devozioni comuni e il catechismo. L'arciprete della chiesa madre era alla testa di tutto il clero della sua parrocchia ed era responsabile per la corretta esecuzione dei suoi doveri ecclesiastici e per il suo stile di vita.
Gradualmente, specialmente durante il periodo carolingio, molti tituli minores divennero chiese parrocchiali indipendenti, dove si potevano celebrare tutte le cerimonie religiose, inclusa la Messa domenicale e i battesimi; in questo modo il numero delle parrocchie aumentò notevolmente. Successe anche che, se una diocesi era molto estesa, l'intera diocesi veniva a essere divisa in distretti (chiamati "arcipresbiterati", "decanati", o christianitates) e ognuno di questi distretti era retto da un presbitero decano o arciprete. Sebbene il confine dei nuovi distretti non corrisponda necessariamente con i limiti delle parrocchie originali, l'uso del termine "arcipresbiterato" per questi distretti diocesani prova che le prime grandi parrocchie costituirono la base di questa suddivisione. In molti casi furono creati interi distretti ecclesiastici ex novo, e qualche volta vennero uniti molti dei primi arcipresbiterati. Qualche volta si tenne conto anche delle suddivisioni civili del territorio in questione.
La totalità del clero del distretto costituiva il capitolo rurale, al capo del quale era l'arciprete o decano rurale. Era suo dovere, come rappresentante del vescovo, soprintendere all'intera vita religiosa ed ecclesiastica del territorio a lui affidato. Faceva applicare i regolamenti vescovili e i decreti dei sinodi diocesani e si accertava della loro osservanza; presentava al vescovo tutti i candidati per l'ordinazione per un ufficio ecclesiastico; componeva le piccole diatribe all'interno del clero e rendeva note all'arcidiacono le mancanze più gravi del clero o del laicato per consigliarsi sulla pena più appropriata da infliggere al trasgressore. Nel periodo carolingio era usanza che il primo di ogni mese l'arciprete e il clero della sua parrocchia si riunissero per discutere sulle questioni più importanti. Più tardi tali riunioni vennero convocate solo una o due volte l'anno. Con il tempo, il capitolo rurale acquisì il diritto di eleggere l'arciprete; eleggeva anche un camerarius per l'amministrazione dei fondi comuni e un diffinator, l'assistente del decano. L'unione di questi arcipresbiterati formò gli arcidiaconati, i cui decani erano soggetti all'arcidiacono.
Nel corso del tempo l'ufficio di decano o arciprete subì molti mutamenti. Questi sviluppi non furono uguali in tutti i paesi e grazie a questo fatto sono rintracciabili molte differenze locali. Il Concilio di Trento si limitò a stabilire il regolamento sulle visite dei decani alle parrocchie. San Carlo Borromeo, nella sua diocesi, abolì l'ufficio di decano e lo sostituì con quello di "vicario rurale", o "vicario foraneo", un ufficio sempre revocabile. In Francia, e in quei territori confinanti interessati dalla riorganizzazione ecclesiastica seguita alla Rivoluzione francese, ognuna delle nuove diocesi fu suddivisa in decanerie i cui limiti vennero calcolati in modo da corrispondere alle suddivisioni civili. In ogni distretto il curato della chiesa principale era, di solito, il decano.
Oggi, secondo l'attuale legge ecclesiastica, la suddivisione di una diocesi in decanati spetta al vescovo; questi può, se vuole, unire più distretti per crearne uno più grande. La selezione dei decani spetta solo al vescovo, anche se in alcuni paesi i capitoli rurali hanno ancora il diritto di elezione. I decani non hanno una giurisdizione propriamente detta; sono semplicemente delegati del vescovo per lo svolgimento di determinati doveri ecclesiastici. Loro compiti principali in generale sono: favorire le relazioni tra il clero a loro sottoposto e l'ordinario (il vescovo), esercitare una certa supervisione sull'operato del clero, visitare le parrocchie e controllare la corretta gestione dei doveri parrocchiali da parte dei curati; in particolare sono i sinodi diocesani che definiscono i compiti dei decani. Spesso sono delegati permanentemente dal vescovo a impartire determinate benedizioni.
Il dovere di assistere il vescovo durante le messe pontificali, una volta gravante sull'arciprete della cattedrale, è stato in parte trasferito al decano del capitolo della cattedrale e in parte al vescovo ausiliare, qualora sia presente.
Talvolta i parroci delle parrocchie che sono state storicamente sede di decanato conservano il titolo di arciprete. In questi casi il titolo è oramai quasi del tutto onorifico, indicando al massimo un certo prestigio formale della parrocchia stessa derivante dalla sua antichità e dal suo passato di chiesa madre del decanato.